# Atletica leggera ai Giochi della XXXII Olimpiade - 5000 metri piani maschili

Video ufficiale della Finale

Ai Giochi della XXXII Olimpiade la competizione dei 5000 metri piani maschili si è svolta dal 3 al 6 agosto 2021 presso lo Stadio nazionale di Tokyo.

## Presenze ed assenze dei campioni in carica
| Competizione         | Atleta             | Prestazione | Tokyo 2020  |
| -------------------- | ------------------ | ----------- | ----------- |
| Olimpiadi 2016       | Mohamed Farah      | 13'03"30    | Assente     |
| Commonwealth 2018    | Joshua Cheptegei   | 13'50”83    | Presente    |
| Europei 2018         | Jakob Ingebrigtsen | 13'17"06    | Solo 1500 m |
| Asiatici 2018        | Birhanu Balew      | 13'43”17    | Presente    |
| Africani 2019        | Robert Kiprop      | 13'30”96    | Non selez.  |
| Mondiali 2019        | Muktar Edris       | 12'58"85    | Non selez.  |
|                      |                    |             |             |
| Mondiali junior 2018 | Edward Zakayo      | 13'20”16    | Non selez.  |

Graduatoria mondiale
In base alla classifica della Federazione mondiale, i migliori atleti iscritti alla gara erano i seguenti:
| Pos. | Atleta           | Punti | Note |
| ---- | ---------------- | ----- | ---- |
| 3    | Mohamed Katir    | 1385  |      |
| 7    | Nicholas Kimeli  | 1363  |      |
| 8    | Joshua Cheptegei | 1360  |      |

## La gara
Il favorito è l'ugandese Joshua Cheptegei, primatista mondiale dal 2020 sulla distanza.

Tutti i migliori passano il turno eliminatorio.

In finale, si mette davanti al gruppo l'ugandese Jacob Kiplimo, che segna il passaggio al primo km in 2'38”00 e al secondo km in 5'14”10. Poi il connazionale Cheptegei ringrazia il compagno di aver tenuto il ritmo e sale in testa. Il passaggio al terzo km è in 7'55”25. Nicholas Kimeli (Kenya) si accorge che il ritmo è rallentato e dà una scossa al gruppo. Sei atleti si staccano: rimangono in dieci. Al quarto km il passaggio è in 10'32”28. Più atleti si alternano al comando della corsa. Si cerca la posizione migliore da cui partire per la volata finale.

Poco prima del suono della campanella dell'ultimo giro Cheptegei decide che è il momento di scattare. Si mettono immediatamente alle sue calcagna: Kimeli, seguito da Paul Chelimo (USA), da Kiplimo e poi da Justyn Knight (Canada) e Mohamed Katir (Spagna). Katir si stacca sul rettifilo opposto a quello d'arrivo.

Sul rettilineo finale Cheptegei aumenta ulteriormente il ritmo e s'invola solitario verso la vittoria. Dietro di lui si trovano appaiati in tre: Knight (alla corda), Chelimo (in prima corsia) e Kimeli (in seconda). Il canadese ha la meglio e conquista l'argento.

Chelimo e Kimeli lottano allo stremo. Prevale lo statunitense di 12 centesimi.
I primi sette classificati hanno corso in meno di 13”05. Il vincitore ha mancato il record olimpico, stabilendo comunque la seconda migliore prestazione olimpica di tutti i tempi.

Per la prima volta dal 1984 non sale sul podio nessun atleta di Kenya ed Etiopia.

## Risultati

### Batterie
I primi cinque atleti di ogni batteria (Q) e i successivi cinque atleti più veloci (q) si qualificano per la finale.

#### Batteria 1
| Posizione | Atleta                | Nazionalità   | Tempo    | Note                          |
| --------- | --------------------- | ------------- | -------- | ----------------------------- |
| 1         | Nicholas Kimeli       | Kenya         | 13'38"87 | Q                             |
| 2         | Mohammed Ahmed        | Canada        | 13'38"96 | Q                             |
| 3         | Woody Kincaid         | Stati Uniti   | 13'39"04 | Q                             |
| 4         | Oscar Chelimo         | Uganda        | 13'39"07 | Q                             |
| 5         | Birhanu Balew         | Bahrein       | 13'39"42 | Q                             |
| 6         | Marc Scott            | Gran Bretagna | 13'39"61 |                               |
| 7         | Hugo Hay              | Francia       | 13'39"95 |                               |
| 8         | David McNeill         | Australia     | 13'39"97 |                               |
| 9         | Getnet Wale           | Etiopia       | 13'41"13 |                               |
| 10        | Daniel Ebenyo         | Kenya         | 13'41"64 |                               |
| 11        | Jonas Raess           | Svizzera      | 13'43"52 |                               |
| 12        | Soufiyan Bouqantar    | Marocco       | 13'43"97 |                               |
| 13        | Lucas Bruchet         | Canada        | 13'44"08 |                               |
| 14        | Nibret Melak          | Etiopia       | 13'45"81 |                               |
| 15        | Yemaneberhan Crippa   | Italia        | 13'47"12 |                               |
| 16        | Robin Hendrix         | Belgio        | 13'58"37 |                               |
| 17        | Yuta Bando            | Giappone      | 14'05"80 |                               |
| 18        | Nursultan Keneshbekov | Kirghizistan  | 14'07"79 |                               |
| 19        | Abidine Abidine       | Mauritania    | 14'54"80 | Miglior prestazione personale |
|           | Mike Foppen           | Paesi Bassi   | dnf      |                               |

#### Batteria 2
| Posizione | Atleta                        | Nazionalità               | Tempo    | Note                          |
| --------- | ----------------------------- | ------------------------- | -------- | ----------------------------- |
| 1         | Mohamed Katir                 | Spagna                    | 13'30"10 | Q                             |
| 2         | Paul Chelimo                  | Stati Uniti               | 13'30"15 | Q                             |
| 3         | Justyn Knight                 | Canada                    | 13'30"22 | Q                             |
| 4         | Jacob Kiplimo                 | Uganda                    | 13'30"40 | Q                             |
| 5         | Joshua Cheptegei              | Uganda                    | 13'30"61 | Q                             |
| 6         | Milkesa Mengesha              | Etiopia                   | 13'31"13 | q                             |
| 7         | Andrew Butchart               | Gran Bretagna             | 13'31"23 | q                             |
| 8         | Grant Fisher                  | Stati Uniti               | 13'31"80 | q                             |
| 9         | Jimmy Gressier                | Francia                   | 13'33"47 | Q                             |
| 10        | Luis Grijalva                 | Guatemala                 | 13'34"11 | q                             |
| 11        | Morgan McDonald               | Australia                 | 13'37"36 |                               |
| 12        | Narve Gilje Nordås            | Norvegia                  | 13'41"82 |                               |
| 13        | Jamal Abdelmaji Eisa Mohammed | Atleti Olimpici Rifugiati | 13'42"98 | Miglior prestazione personale |
| 14        | Dawit Fikadu                  | Bahrein                   | 13'44"03 | qR                            |
| 15        | Lesiba Mashele                | Sudafrica                 | 13'48"25 |                               |
| 16        | Mohamed Mohumed               | Germania                  | 13'50"46 |                               |
| 17        | Isaac Kimeli                  | Belgio                    | 13'57"36 |                               |
| 18        | Hiroki Matsueda               | Giappone                  | 14'15"54 |                               |
|           | Samwel Masai                  | Kenya                     |          | dns                           |
|           | Patrick Tiernan               | Australia                 |          | dns                           |

### Finale
Fonte:
| Posizione | Atleta           | Nazionalità   | Tempo    | Note                                     |
| --------- | ---------------- | ------------- | -------- | ---------------------------------------- |
|           | Joshua Cheptegei | Uganda        | 12'58"15 |                                          |
|           | Mohammed Ahmed   | Canada        | 12'58"61 |                                          |
|           | Paul Chelimo     | Stati Uniti   | 12'59"05 | Miglior prestazione personale stagionale |
| 4         | Nicholas Kimeli  | Kenya         | 12'59"17 | Miglior prestazione personale stagionale |
| 5         | Jacob Kiplimo    | Uganda        | 13'02"40 |                                          |
| 6         | Birhanu Balew    | Bahrein       | 13'03"20 |                                          |
| 7         | Justyn Knight    | Canada        | 13'04"38 |                                          |
| 8         | Mohamed Katir    | Spagna        | 13'06"60 |                                          |
| 9         | Grant Fisher     | Stati Uniti   | 13'08"40 |                                          |
| 10        | Milkesa Mengesha | Etiopia       | 13'08"50 |                                          |
| 11        | Andrew Butchart  | Gran Bretagna | 13'09"97 | Miglior prestazione personale stagionale |
| 12        | Luis Grijalva    | Guatemala     | 13'10"09 | Record nazionale                         |
| 13        | Jimmy Gressier   | Francia       | 13'11"33 |                                          |
| 14        | Woody Kincaid    | Stati Uniti   | 13'17"20 | Miglior prestazione personale stagionale |
| 15        | Dawit Fikadu     | Bahrein       | 13'20"24 | Miglior prestazione personale stagionale |
| 16        | Oscar Chelimo    | Uganda        | 13'44"45 |                                          |